# Remoulins
Remoulins település Franciaországban, Gard megyében. Lakosainak száma 2268 fő (2022. január 1.). Remoulins Castillon-du-Gard, Fournès, Saint-Bonnet-du-Gard, Saint-Hilaire-d’Ozilhan, Sernhac és Vers-Pont-du-Gard községekkel határos.

## Népesség
A település népessége az elmúlt években az alábbi módon változott:
| Lakosok száma | 1752 | 1845 | 1771 | 2296 | 2330 | 2325 | 2281 | 2259 | 2255 | 2268 |
|               | 1968 | 1982 | 1990 | 2006 | 2013 | 2015 | 2017 | 2019 | 2020 | 2022 |